# Thomas Schleicher
Thomas Schleicher (Salzburgo, 21 de noviembre de 1972-Salzburgo, 2 de noviembre de 2001) fue un deportista austríaco que compitió en judo. Ganó dos medallas en el Campeonato Europeo de Judo, en los años 1995 y 1996.
Participó en los Juegos Olímpicos de Atlanta 1996, donde finalizó noveno en la categoría de –71 kg.

## Palmarés internacional
| Campeonato Europeo | Campeonato Europeo       | Campeonato Europeo | Campeonato Europeo |
| Año                | Lugar                    | Medalla            | Categoría          |
| ------------------ | ------------------------ | ------------------ | ------------------ |
| 1995               | Birmingham (Reino Unido) | Medalla de bronce  | –71 kg             |
| 1996               | La Haya (Países Bajos)   | Medalla de plata   | –71 kg             |